# ヤーコフ・ゼヴィン
ヤーコフ・ダヴィドヴィチ・ゼヴィン（ロシア語: Яков Давидович Зевин、1888年6月21日 - 1918年9月20日）は、ロシアの革命家であり、26人のバクー・コミッサールの一員である。

## 生涯
1888年6月21日（ユリウス暦9日）、ロシア帝国モギリョフ県クラスノポリエでユダヤ人の商人の家庭に生まれた。1904年からロシア社会民主労働党に入党し、メンシェヴィキとしてカメンスク、エカテリノスラフ、バクーなどの地下組織で活動。1908年にはバクーで船員のストライキを主導して逮捕され、その後もヴォログダ県やアルハンゲリスク県、東シベリアへの追放を繰り返された（1907年、1908年、1912年、1916年）。
1911年にはフランスへ留学し、ロンジュモーでウラジーミル・レーニンが主催していた党学校 (ru) で学んだ。翌1912年にプラハで開催されたロシア社会民主労働党第6回全ロシア会議にはメンシェヴィキ派の代表として出席したが、この会議から後はボリシェヴィキに転向した。1915年からボリシェヴィキのバクー委員会メンバーとなり、1917年の2月革命後はモスクワ地区委員会で、8月からはバクーの石油労働者連合で働いた。翌1918年3月にミュサヴァト党の反乱が起こるとその鎮圧に関わり、翌4月にバクー・コミューンが発足すると、その労働委員に就任した（同コミューンで教育委員を務めたナデジュダ・コレスニコヴァは妻）。
しかし、7月末にコミューンが崩壊すると逮捕され、9月20日に社会革命党によって、他のコミューン成員らとともに銃殺された。